# Ducs d’Angers
Ducs d’Angers – francuski klub hokeja na lodzie z siedzibą w Angers.
Trenerem w klubie był Kevin Constantine.

## Sukcesy
- Puchar Francji: 2007, 2014
- Brązowy medal Pucharu Kontynentalnego: 2015
- Srebrny medal Pucharu Kontynentalnego: 2023